# Яньский, Богдан Теодор
Бо́гдан Тео́дор Я́ньский (пол. Bogdan Teodor Jański, 26 марта 1807, Груец, Мазовецкое воеводство — 2 июля 1840, Рим, Италия или Рим) — польский католический деятель, основатель монашеской Конгрегации Воскресения Господня, слуга Божий.

## Биография
В 1822 году Богдан Яньский окончил школу в Пултуске, которой руководили монахи из ордена бенедиктинцев. Затем преподавал в той же школе математику и иностранные языки. В 1825 году поступил в Варшавский университет, в котором изучал право, философию и экономику. В 1828 году выиграл конкурс на должность профессора в варшавском Политехническом институт. В этом же году он получил правительственную стипендию для образовательного путешествия по Европе.
В 1828 году остановился в Париже, где вступил в антикатолическую организацию сен-симонистов. Во время польского восстания 1830 года сотрудничал с повстанцами, публикуя статьи в их поддержку в западной печати. После подавления восстания решил остаться во Франции. Здесь он познакомился с Адамом Мицкевичем.
В 1832 году Яньский порвал с обществом сен-симонистов в вернулся в лоно католической церковь. В декабре 1834 года Богдан Яньский вместе с Адамом Мицкевичем основал «Товарищество объединённых братьев», которое просуществовало около шести месяцев. В июне 1835 года он основал «Национальную службу», целью которой стала пропаганда христианских принципов жизни среди польских эмигрантов, которая также просуществовала недолгое время. 
17 февраля 1836 года Богдан Яньский основал так называемый Дом Яньского. В 1837 году он послал двух своих последователей Петра Семененко и Иеронима Кайсевича в Рим, чтобы там тожн основать подобный дом и дать своим последователям теологическое образование.
24 января 1840 года, несмотря на плохое здоровье, Богдан Яньский отправился в Рим, где он вскоре умер 2 июля 1840 года. Был похоронен на кладбище святого Лаврентия (сегодня — кладбище Кампо Верано). 23 января 1956 года останки Богдана Яньского были перенесены в одну из католических церквей Рима.

## Сочинения
В течение 9 лет (1830—1839) Богдан Яньский вёл дневник, который в дальнейшем стал основой для устава основанной им конгрегации. За неделю до смерти продиктовал завещание, в котором намечал пути дальнейшего развития конгрегации.

## Прославление
В 2006 году в епархии Плоцка по инициативе варшавского архиепископа Станислава Вельгуса начался процесс беатификации Богдана Яньского. 19 апреля 2008 года архиепископ плоцкий епископ Пётр Либера закончил предварительный процесс, отправив соответствующие документы в Ватикан.

## Память
- В Познани есть памятник Богдану Яньскому.

## Дальнейшее чтение
- Wójtowicz K., Droga charyzmatyczna Bogdana Jańskiego. (PDF), Kraków: Alleluja, 2007, ISBN 978-83-60967-04-1, OCLC 750119626
- Kardaś A., Bogdan Jański jako wychowawca pierwszych Zmartwychwstańców. (PDF), „Zeszyty Historyczno-Teologiczne”, Nr 6/2000, 2000, s. 80-93
- Biografie założycieli. Ignacy Teodor Bogdan Jański (1807-1840) – Założyciel, [w: Parafia św. Kazimierza w Warszawie.]
- Micewski B., Bogdan Jański i geneza zmartwychwstańców. (PDF), „Studia Theologica Varsaviensia”, Nr 27/2, 1989, s. 81-98
- Założyciel Zmartwychwstańców Sługa Boży Bogdan Jański (1807-1840), [w: Zgromadzenie Zmartwychwstania Pana Naszego Jezusa Chrystusa.]
- Sługa Boży Bogdan Jański – założyciel zgromadzenia Zmartwychwstańców. Pokutnik, jawny – apostoł Wielkiej Emigracji
- Zieliński Z., Zmartwychwstańcy w dziejach Kościoła i Narodu, Katowice: Wydawnictwo UNIA, 1990, ISBN 83-7012-047-4.